# Joelia Soldatova

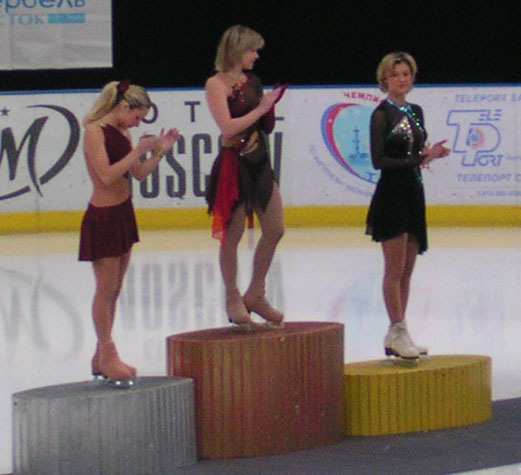
Joelia Soldatova (2e plaats) op het erepodium van het Russisch Nationaal Kampioenschap 2004 naast kampioene Jelena Sokolova en Irina Oblasova (3e plaats)

Joelia Nikolajevna Soldatova (Russisch: Юлия Николаевна Солдатова, Joelija Soldatova, Wit-Russisch: Юлія Nікалаеўна Салдатава, Joelija Nikalajevna Saldatava) (Moskou, 17 mei 1981) is een voormalige Russisch kunstschaatsster.
Internationaal manifesteerde ze zich in het seizoen 1997/98 toen ze Wereldkampioene bij de junioren werd en, dankzij haar tweede plaats op het Nationaal Kampioenschap (bij de senioren), op het EK van 1998 zevende werd (haar landgenoten Maria Boetyrskaja en Irina Sloetskaja werden respectievelijk één en twee). Het volgende seizoen (1998/99) werd haar succesvolste seizoen. Nadat ze weer tweede werd op het Nationaal Kampioenschap werd ze op het EK van 1999 ook tweede (achter Maria Boetyrskaja) en op het WK van 1998 werd ze derde (achter Maria Boetyrskaja en Michelle Kwan).
Nadat ze op het Nationaal Kampioenschap van Rusland in het seizoen 1999/2000 vierde werd en zich hierdoor niet kwalificeerde voor de internationale wedstrijden (vanwege het maximale aantal van drie startplaatsen per land) nam ze de beslissing om in het vervolg voor Wit-Rusland te schaatsen. Hier werd ze in de seizoenen 2000/01 en 2001/02 Nationaal Kampioen. Internationaal waren haar prestaties stukken minder. In 2000/01 moest ze zicht terugtrekken op het EK en op het WK werd ze 20e. In 2001/02 behaalde ze zowel bij de Olympische Spelen als het WK de 18e plaats.
Ze keerde terug naar haar vaderland en hoewel ze op het Nationaal Kampioenschap van 2003/04 weer tweede werd, achter Jelena Sokolova, kwam ze niet uit op het EK en WK.
Joelia Soldatova trainde bij en werd gecoacht door E. Tchaikovskaya, Vladimir Kotin, Marina Koedrjavtseva en Viktor Koedrjavtsev.

## Belangrijke resultaten
In de seizoenen 2001 en 2002 kwam ze voor Wit-Rusland uit.
| Kampioenschap           | 1996 | 1997 | 1998   | 1999   | 2000 | 2001   | 2002 | 2003 | 2004   |
| ----------------------- | ---- | ---- | ------ | ------ | ---- | ------ | ---- | ---- | ------ |
| Olympische Spelen       |      |      |        |        |      |        | 18e  |      |        |
| Wereldkampioenschap     |      |      |        | Brons  |      | 20e    | 18e  |      |        |
| Europees Kampioenschap  |      |      | 7e     | Zilver |      | t.z.t. |      |      |        |
| Nationaal Kampioenschap | 7e   | 4e   | Zilver | Zilver | 4e   | Goud   | Goud |      | Zilver |
| WK junioren             |      |      | Goud   |        |      |        |      |      |        |